# トム・デ・ボージュ
トム・デ・ボージュ （フランス語: Tome des Bauges）は、フランスのサヴォワ地方で生産される、トム・ド・サヴォワの一種。2002年にほかのサヴォワ一帯のチーズにさきがけてAOC認定を受けた。名称は生産地のボージュ山塊（fr:Massif des Bauges）にちなむ（トムはチーズの意。詳細は前掲『トム・ド・サヴォワ』の項を参照）。
2013年における生産量は907トンで、うち787トンが酪農場製、120トンはフェルミエ（農家による完全な自家製のもの）であった。
味はトム・ド・サヴォワに準ずるが酸味も感じられる。